# 만디라자

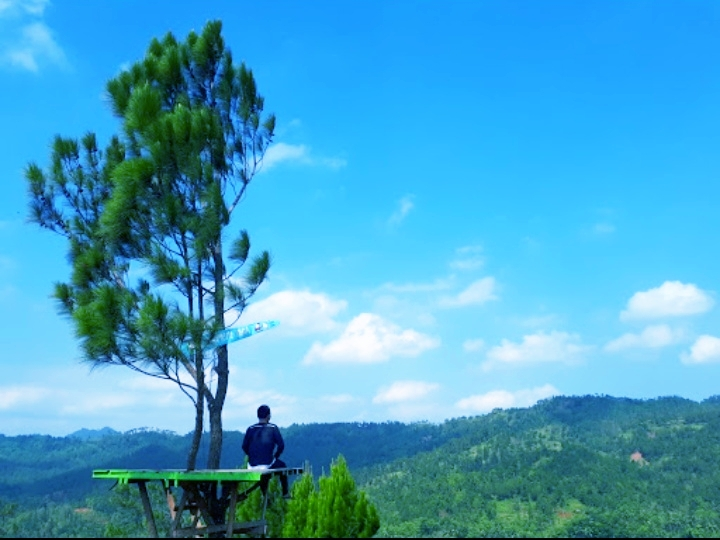

만디라자(Mandiraja, 자와어: ꦩꦤ꧀ꦢꦶꦫꦗ)는 인도네시아 중앙자와주 반자르네가라군에 있는 구(kecamatan)이다. 이 구의 면적은 52.62km²이며, 2020년 인도네시아 인구 조사에 따르면 인구는 78,090명이다. 2023년 중반에는 공식적으로 81,411명으로 추산되었다. 만디라자는 제너럴 수디르만 국제공항에서 동쪽으로 6km 떨어져 있다.